# Ryan Verdugo
Pour les articles homonymes, voir Verdugo.
Ryan Louis Verdugo (né le 10 avril 1987 à Pasadena, Californie, États-Unis) est un lanceur gaucher des Ligues majeures de baseball sous contrat avec les Red Sox de Boston.

## Carrière
Ryan Verdugo évolue à l'Université d'État de Louisiane avec les LSU Tigers lorsqu'il est drafté au 9e tour de sélection par les Giants de San Francisco en 2008. Il commence sa carrière professionnelle en ligues mineures la même année dans l'organisation des Giants et y joue quatre ans. Le 7 novembre 2011, San Francisco échange le lanceur partant Jonathan Sánchez et Ryan Verdugo aux Royals de Kansas City en retour du voltigeur Melky Cabrera.
Verdugo fait ses débuts dans le baseball majeur comme lanceur partant des Royals le 17 juillet 2012 face aux Mariners de Seattle. Il est sorti du match après avoir accordé six points mérités sur huit coups sûrs en seulement une manche et deux tiers lancée et il subit la défaite. C'est son seul match joué pour Kansas City. Du reste de la saison 2012 à celle de 2014, il n'évolue qu'en ligues mineures.
Le 16 juillet 2014, son contrat est acheté par les Red Sox de Boston.